# Cataby
Cataby is een plaats in de regio Wheatbelt in West-Australië.

## Geschiedenis
Ten tijde van de Europese kolonisatie leefden de Juat Nyungah in de streek.
Cataby stond vroeger bekend als 'West Dandaragan'.

## 21e eeuw
Cataby maakt deel uit van het lokale bestuursgebied (LGA) Shire of Dandaragan. In 2021 telde Cataby 103 inwoners.
Er zijn twee roadhouses in Cataby.
In 2019 begon 'Iluka Resources Limited' met de ontginning van minerale zanden in Cataby. Het delft er onder meer ilmeniet.

## Important Bird Area
Cataby ligt in een Important Bird Area (IBA). De IBA werd uitgeroepen omdat meer dan 1% van de bedreigde wereldpopulatie van de dunsnavelraafkaketoe er leeft. Verder kan men er ook nog de westelijke langsnavelkaketoe, de regentparkiet en de roesthalshoningvogel waarnemen, al is die laatste er een eerder ongewone verschijning.

## Transport
Cataby ligt langs de Brand Highway, 170 kilometer ten noorden van de West-Australische hoofdstad Perth, 261 kilometer ten zuidzuidoosten van Geraldton en 94 kilometer ten zuidoosten van Jurien Bay, de hoofdplaats van het bestuursgebied waar Cataby deel van uitmaakt. De N1 busdienst van Transwa doet Cataby zes keer per week aan.

## Klimaat
Cataby kent een warm mediterraan klimaat, Csa volgens de klimaatclassificatie van Köppen. De gemiddelde jaarlijkse temperatuur ligt rond 18,3 °C. De gemiddelde jaarlijkse neerslag bedraagt ongeveer 568 mm.